# Saprogaster
Saprogaster är ett släkte av svampar. Saprogaster ingår i ordningen Phallales, klassen Agaricomycetes, divisionen basidiesvampar och riket svampar.
|             | Phallaceae                                |
|             |                                           |
|             | Claustulaceae                             |
|             |                                           |
| Saprogaster | \| \| Saprogaster pinyonensis \| \| \| \| |
|             | \| \| Saprogaster pinyonensis \| \| \| \| |
|             | Vandasia                                  |
|             |                                           |
|             | Saprogaster pinyonensis                   |
|             |                                           |

|  | Saprogaster pinyonensis |
|  |                         |